# Burg Stargard
Burg Stargard is een stad in de Duitse deelstaat Mecklenburg-Voor-Pommeren, en maakt deel uit van de Landkreis Mecklenburgische Seenplatte. Burg Stargard telt 5.359 inwoners.

## Geografie
De stad Burg Stargard ligt ongeveer acht kilometer ten zuiden van de kreisstadt Neubrandenburg in het dal van de Linde. Tot de stad behoren de volgende ortsteile:
- Bargensdorf
- Cammin
- Godenswege
- Gramelow
- Kreuzbruchhof
- Lindenhof
- Loitz
- Quastenberg
- Riepke
- Sabel
- Teschendorf